# Caroline Caza
Caroline Caza est une réalisatrice québécoise née en 1964 à Saint-Anicet, au Québec. Elle est l'auteur de plusieurs courts métrages à caractère expérimental, explorant différentes techniques d'animation et faisant souvent appel au langage de l'abstraction. Certains de ses films comme Bécane (2004), Divagation (2007), "?" (2013), Envol au pays de Norman (2014) et Abstrait de nuit (2014), Balade Zoomorphe (2015) et Rivage (2016) ont été présentés dans de nombreux festivals comme Les Sommets du cinéma d'animation (Montréal, Canada), Les Rendez-Vous du Cinéma Québécois (Montréal, Canada), Tricky Women (Vienne, Autriche), Melbourne International Animation Festival (Melbourne, Australie). 

## Récompenses
- 2015 - IndieFEST Film Awards : mention de reconnaissance pour Balade zoomorphe, dans la catégorie des films expérimentaux[1].